# Park der Gärten

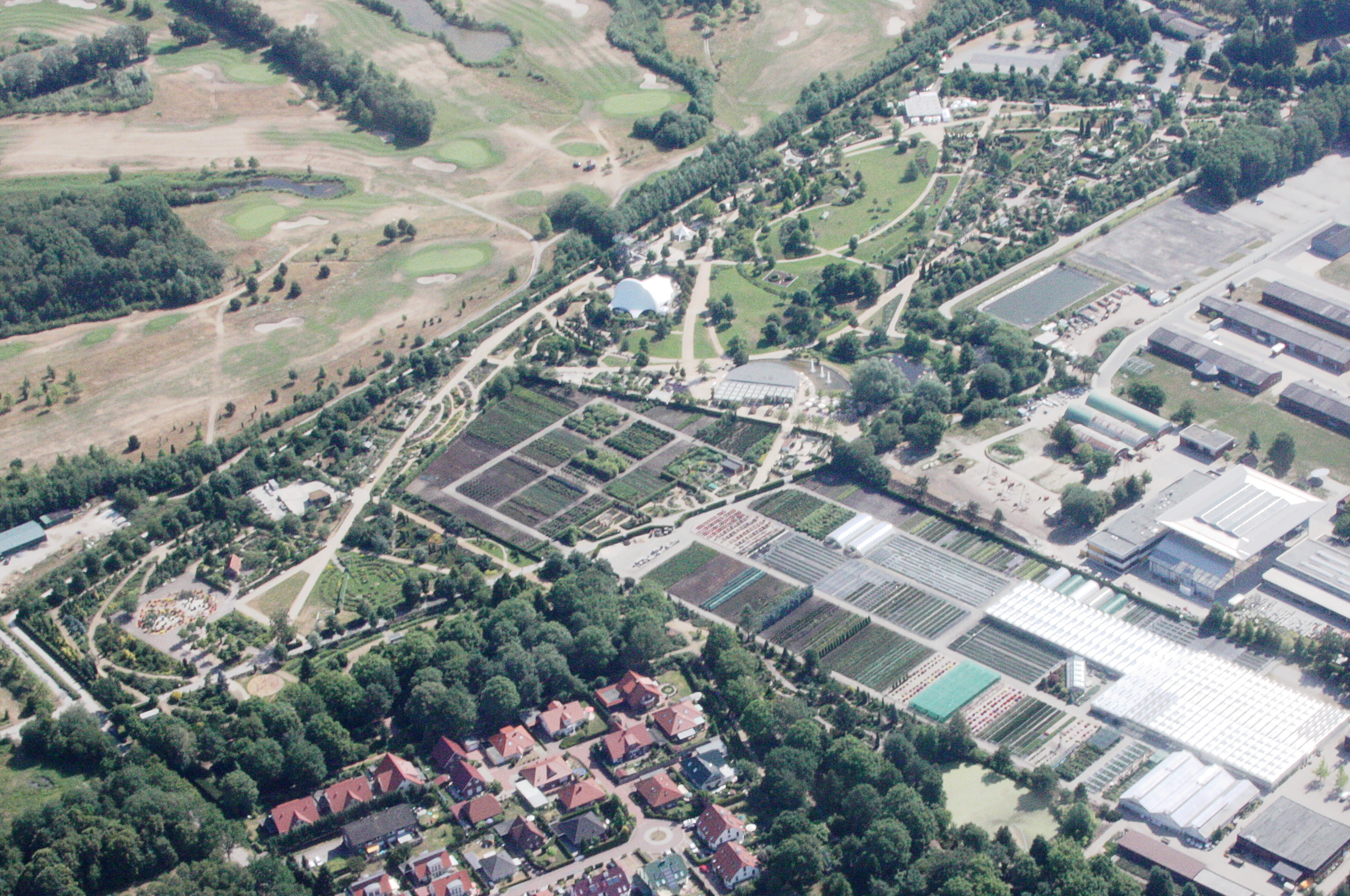
Parkgelände aus der Luft

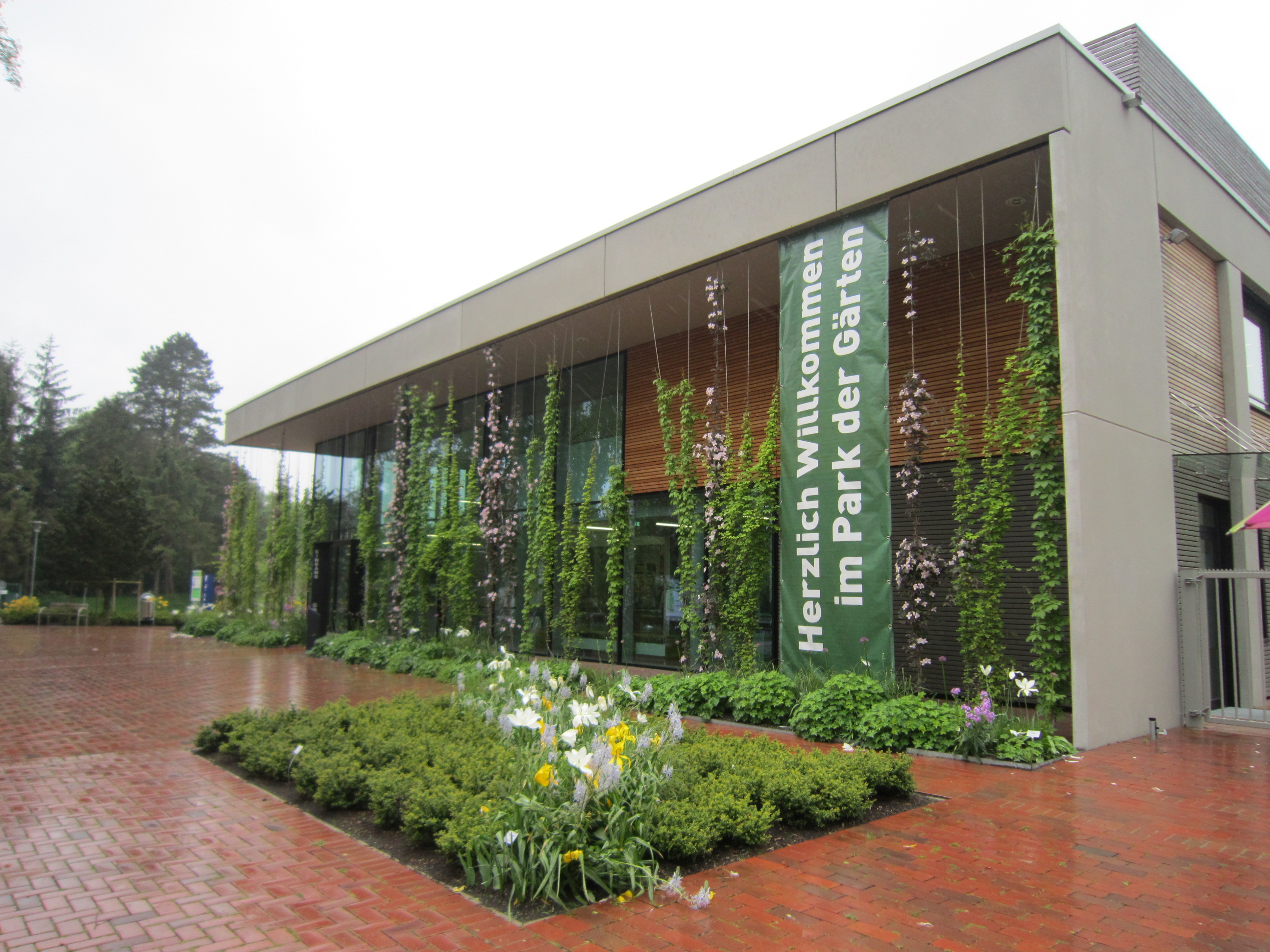
Eingang zum „Park der Gärten“

Der Park der Gärten ist eine 14 Hektar große Parkanlage mit 45 Mustergärten im Ortsteil Rostrup der Gemeinde Bad Zwischenahn im niedersächsischen Landkreis Ammerland. Der Park wird von der „Gartenkulturzentrum Niedersachsen - Park der Gärten gGmbH“ – Kurz: Park der Gärten gGmbH betrieben. Deren Gesellschafter sind die Landwirtschaftskammer Niedersachsen, die Gemeinde Bad Zwischenahn, der Landkreis Ammerland und die Gartenbauverbände in Niedersachsen.

## Geschichte

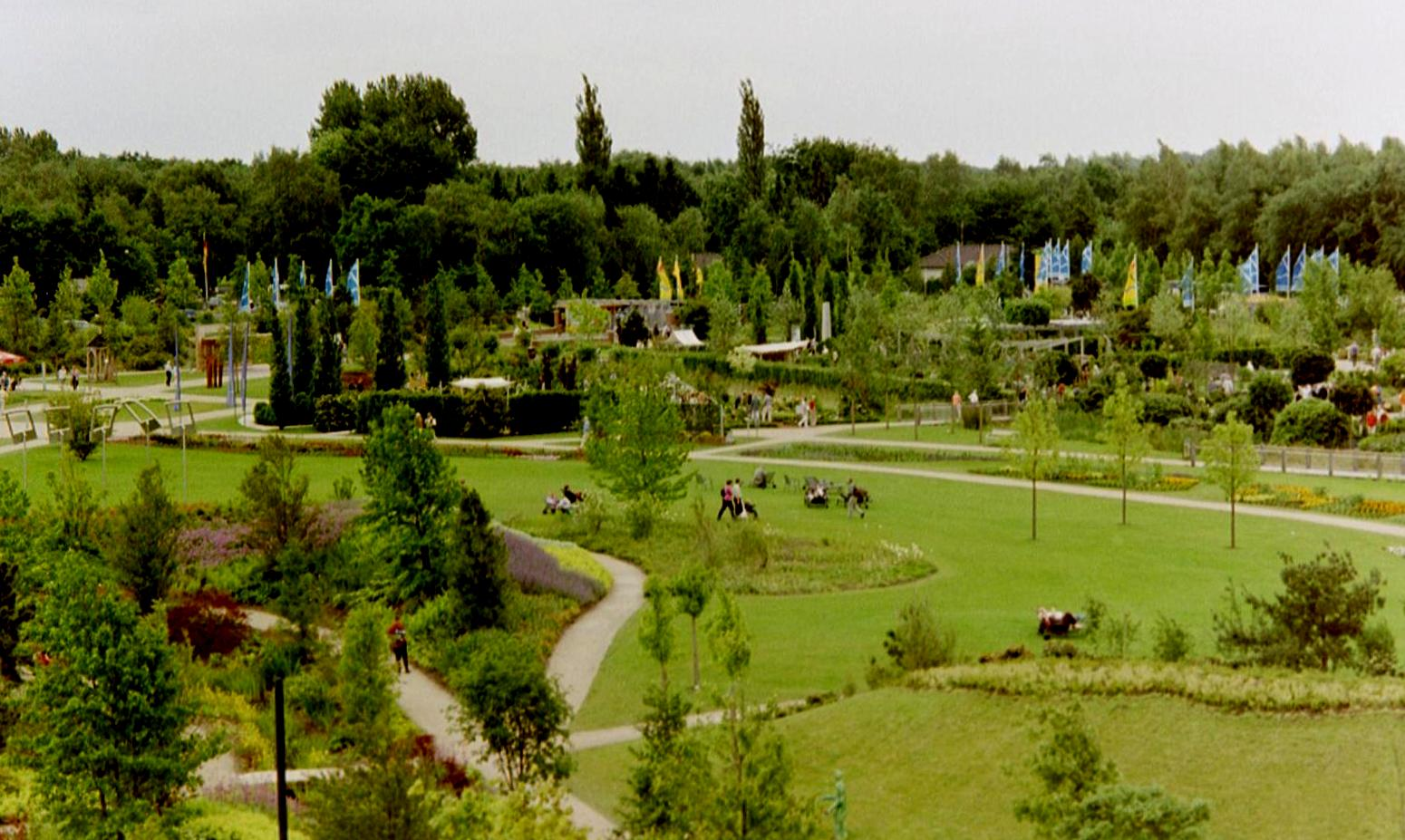
Niedersächsische Landesgartenschau 2002

Der Park der Gärten befindet sich auf einem Teil des ehemaligen Flugfeldes des Fliegerhorstes Zwischenahn. Auf dem Flugplatzgelände wurde in den 1970er Jahren zunächst die Lehr- und Versuchsanstalt für Gartenbau (LVG) der Landwirtschaftskammer Weser-Ems angesiedelt. In den 1990er Jahren stand eine Erweiterung des Sichtungsgartens der LVG an, weshalb ein 11 Hektar großes Grundstück erworben wurde. Hier entstand zwischen 1998 und 2000 das Niedersächsische Gartenkulturzentrum (GKC). Im Jahr 2000 wurde beschlossen, auf dem Gelände die erste Niedersächsische Landesgartenschau zu veranstalten, welche 2002 stattfand. 2003 wurde das Areal der ehemaligen Gartenschau weiter entwickelt und in Park der Gärten umbenannt. Verschiedene Fernsehsender berichteten seither über den Garten. Den Anfang machte der Bayerische Rundfunk im BR Fernsehen im Rahmen der Gartensendung Querbeet.
2013 eröffnete der Park in seinem Besucherzentrum unter dem Titel „Grüne Schatztruhe“ eine Dauerausstellung, in die insgesamt 3,6 Millionen Euro investiert wurden. Die Ausstellung zeigt auf, woher die Pflanzen des Parks stammen, wie die Pflanzennamen entstanden sind, befasst sich mit den Vegetationsbedingungen bestimmter Pflanzengruppen sowie deren Standort und Wachstumsbedingungen innerhalb des Parkgeländes. Außerdem geht die Ausstellung auf die Wanderung der Pflanzen von ihrer fernen Heimat nach Europa ein. Dargestellt wird, wie die zumeist exotischen Gewächse die weiten Transportwege überstanden und welch hohen monetären Wert diese Pflanzen aus fernen Ländern einst darstellten. Ein 270°-Kino dokumentiert die Vielfalt des Parks mit seiner Pflanzenwelt aus verschiedenen Blickwinkeln und Perspektiven.
Einen Überblick über das Gelände bietet der 2014 eröffnete, rund 20 Meter hohe Aussichtsturm. Er ist eine Konstruktion aus Stahl und Lärchenholz mit zwei gegenläufigen Wendeltreppen und hat rund 400.000 Euro gekostet. Im selben Jahr erfuhr der Wasserbereich des Parks eine erhebliche Erweiterung und der Kletterspielplatz wurde neu gestaltet.
Im Jahr 2016 wurde eine Gastronomie im Glashaus neu eingerichtet und im Jahr 2021 der Bühnenbereich optimiert und für die Anforderungen für Veranstaltungen im Rahmen der Covid-19-Pandemie angepasst. Die Trägergesellschaft des Parks hat ca. 30 Mitarbeiter. Die Pflegearbeiten werden seit 2024 durch eigene Mitarbeiter ausgeführt. Mit Gastronomie, Kassendienst, Gästeführer und Honorarkräfte für die Schule im Grünen sind während der Saison rund 130 Personen im Park aktiv.
Im Juni 2021 konnte der insgesamt 3,5-Millionste zahlende Gast im Park begrüßt werden.
Seit der Saison 2022 ist die Ausstellung „Piepmatz & Co“ – eine Vogelpräparateausstellung –  im Schauraum neuer fester Bestandteil des Parks der Gärten.
Im Jahr 2023 feierte der Park der Gärten sein 20. Jubiläum und begeisterte mit einer besonderen Wechselflorbepflanzung und neuen Mustergärten.
Mit dem 4-millionsten Gast am 8. Mai startete der Park der Gärten in die Saison 2024. Dank der LEADER-Ammerland-Förderung konnten die beiden Spielplätze um inklusive und barrierefreie Spielgeräte erweitert und optimiert werden. Auch solarbetriebene Müllpressmülleimer optimieren den vielfältigen nachhaltigen Aspekt des Parks.
Der Park der Gärten ist nach wie vor Deutschlands größte Mustergartenanlage mit derzeit 45 Mustergärten, die von rund 140 Gartenbaubetrieben aus ganz Niedersachsen präsentiert werden. Im Jahr 2025 ist ein weiterer neuer Mustergärten entstanden. Neben dem Zertifikat für „Servicequalität Deutschland“ und „Besonders Kinderfreundlich“ ist der Park nach wie vor nach den Kriterien „Reisen für Alle“ als Barrierefrei zertifiziert.
Als Schaufenster des Niedersächsischen Gartenbaus begeistert der Park seine Gäste immer wieder mit aktuellen Trends aus der Gartengestaltung und einer Vielzahl an Pflanzen. Rund 9.000 verschiedene Pflanzen im Park sind mit Etiketten versehen. In den 27 Beeten der Wechselflor werden jährlich wechselnd zehntausende Frühlings- und Sommerblumen auf über 1.700 m² präsentiert.

## Erscheinungsbild
Der ca. 14 Hektar große Park setzt sich aus 45 Mustergärten, 38 Pflanzensortimenten und verschiedenen weiteren Beiträgen zusammen, die durch Hecken mit einer Gesamtlänge von 1.170 Metern voneinander abgegrenzt werden. Die Mustergärten folgen verschiedenen Themen, wie z. B. mediterraner, Bauern- oder Wellnessgarten. Zwischen den einzelnen Abteilungen des Parks wurden 28.700 Quadratmeter Rasen angelegt. Auf dem Parkgelände sind 945 Solitärbäume gepflanzt. Ungefähr 2.000 Rhododendronarten und -sorten geben dem Park ein für das Ammerland typisches Gepräge. Entlang des knapp drei Kilometer langen Rundweges kann man sich an verschiedenen Stationen im Park über ökologische Themen wie Vogelschutz, nachwachsende Rohstoffe oder Bodenkunde informieren.

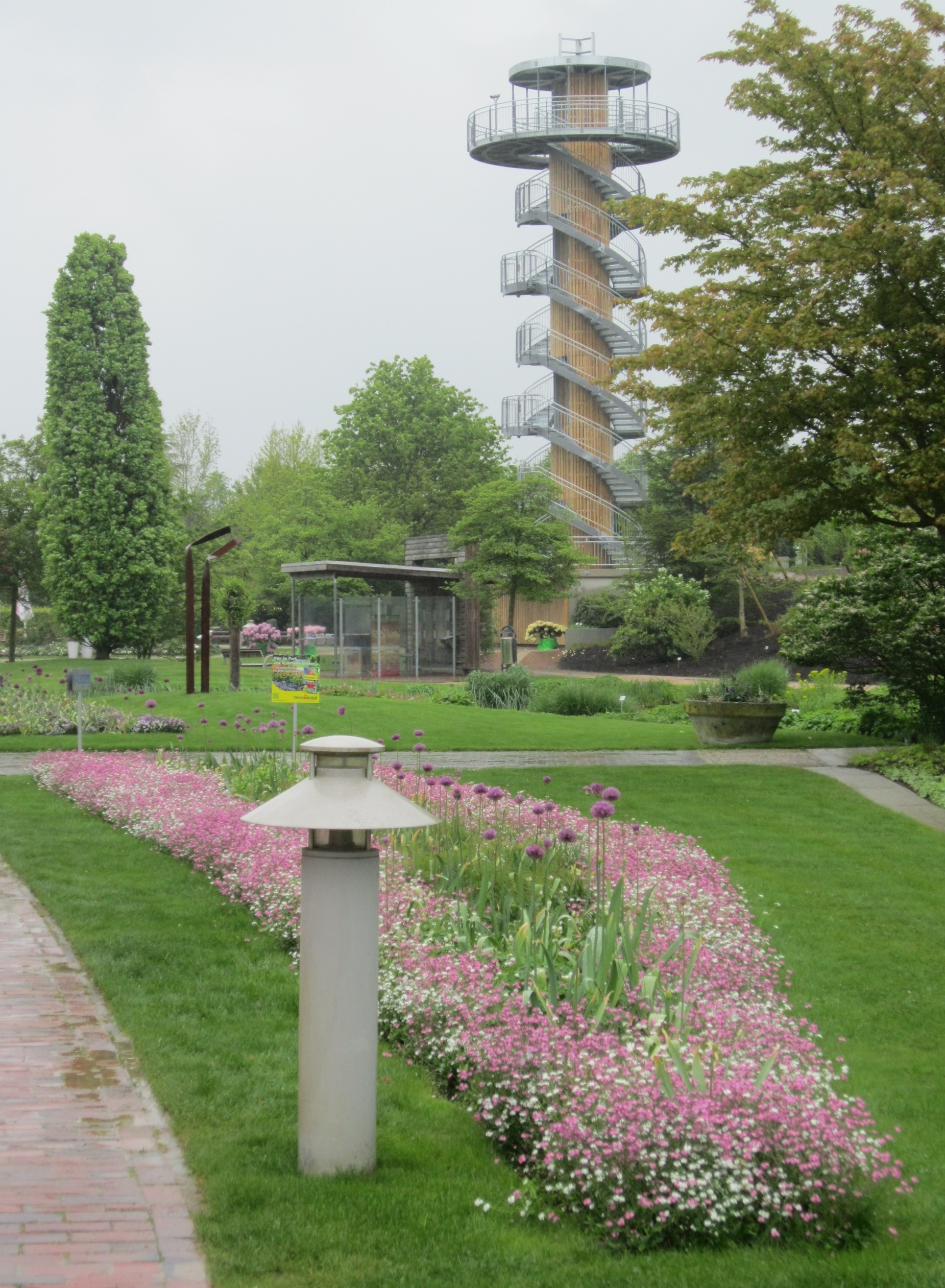
2014 eröffneter Aussichtsturm
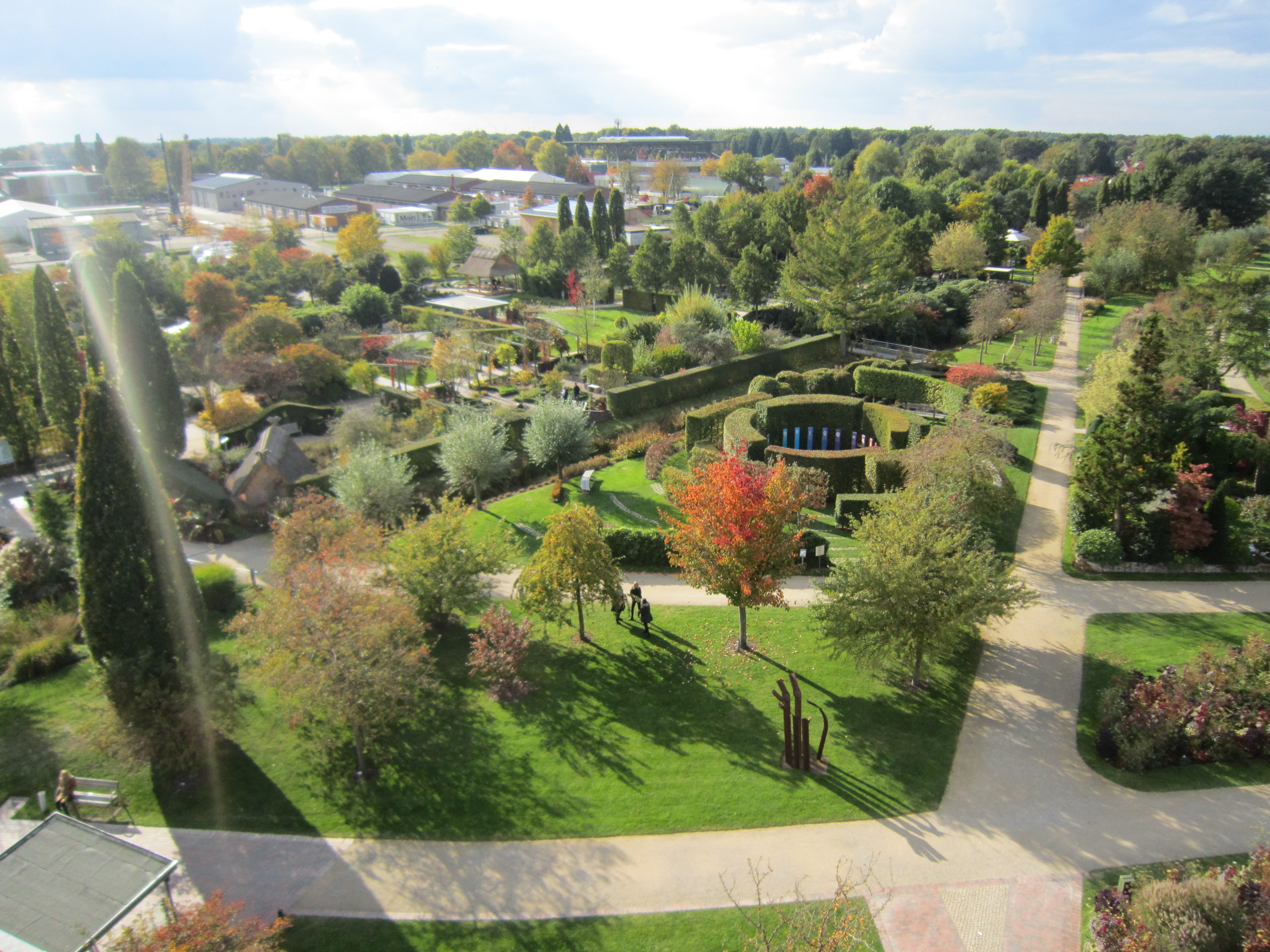
Blick vom Aussichtsturm
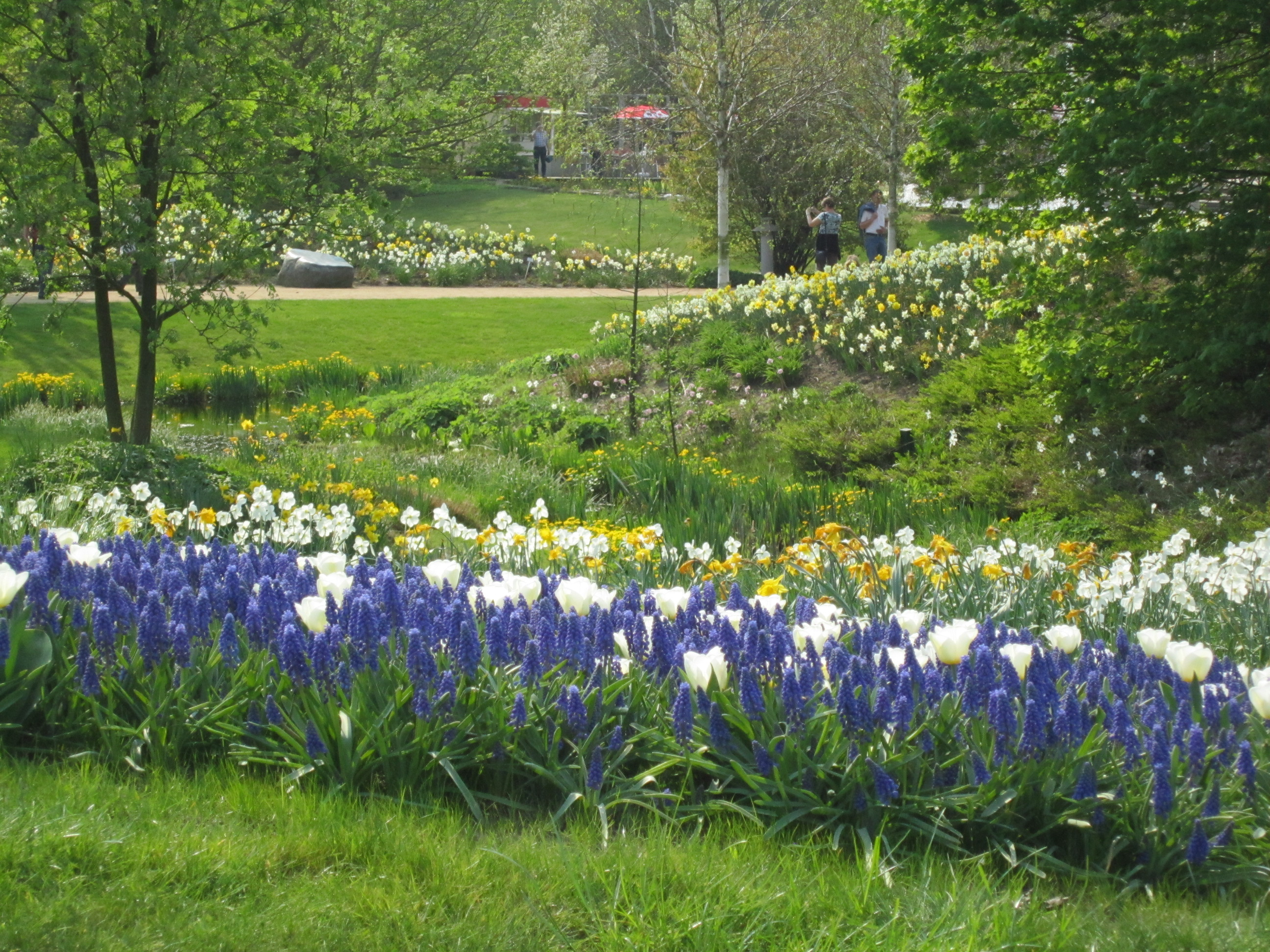
Modelliertes Parkgelände
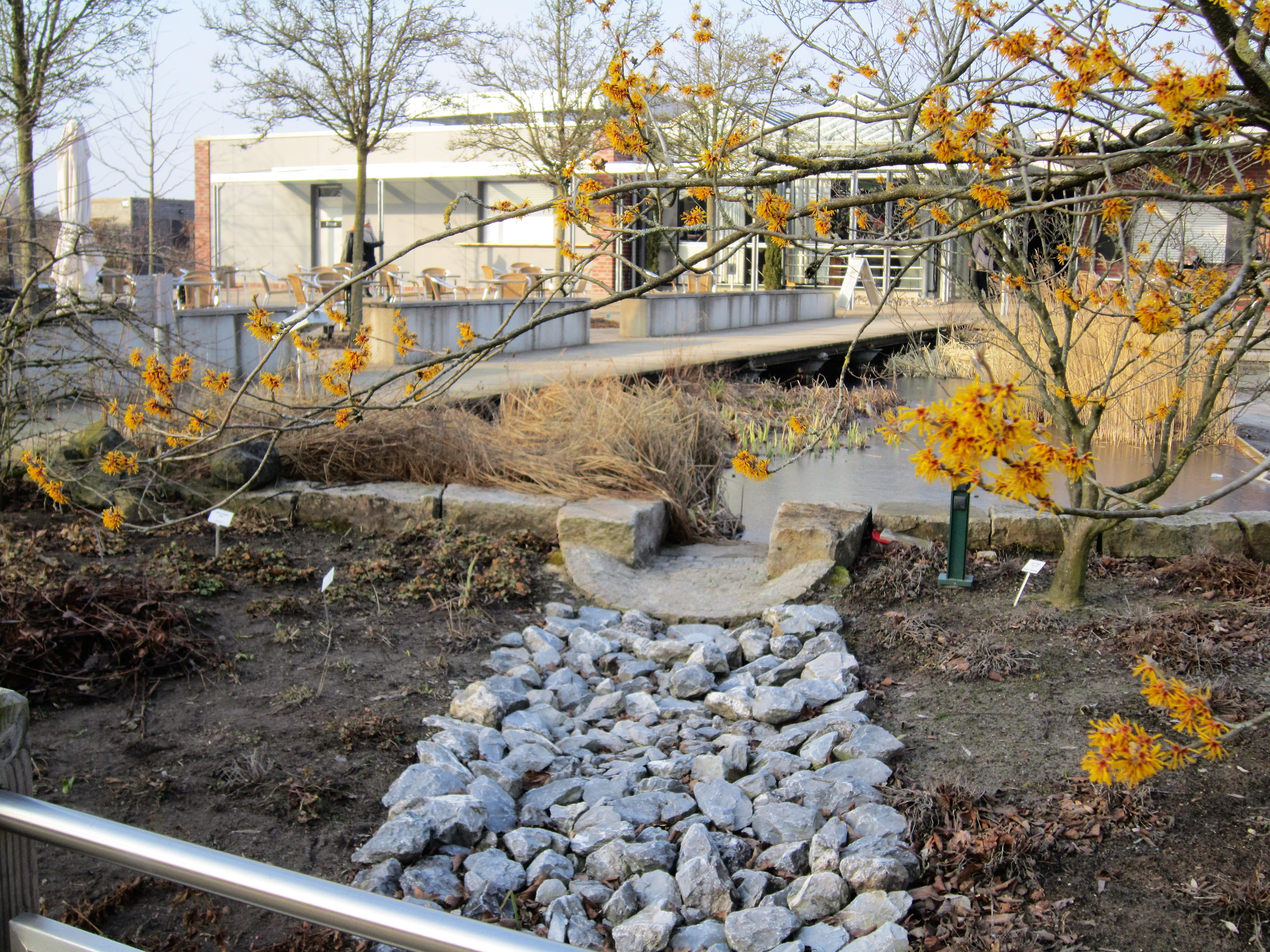
Zaubernussblüte während der Wintersonderöffnung
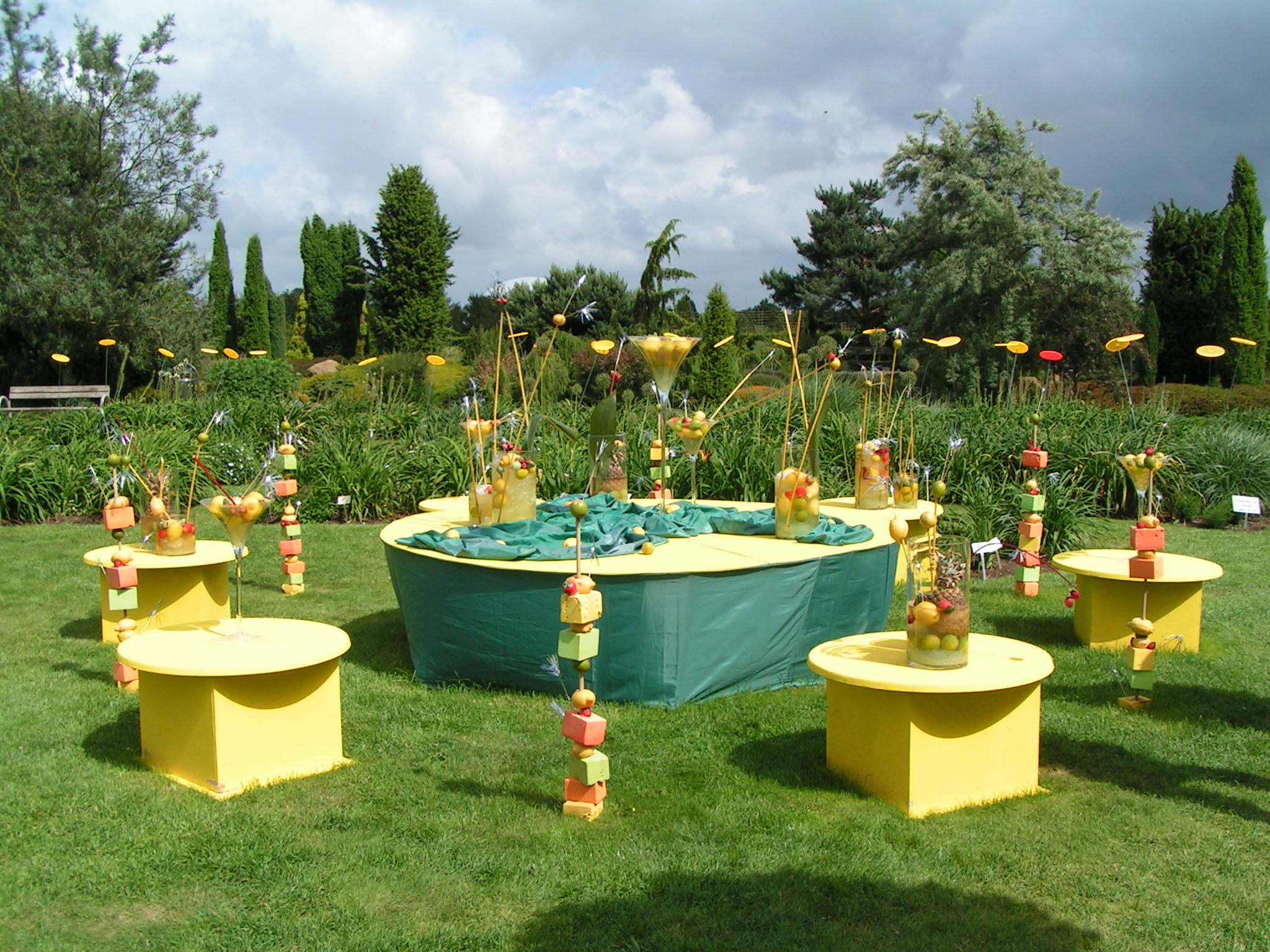
Kunst im „Park der Gärten“

### Pinetum

Johann-Dietrich zu Jeddeloh inmitten seiner Koniferensammlung

Eine wertvolle Pflanzensammlung in Bad Zwischenahn ist die an einem schmalen langgezogenen Hügel angelegte Koniferensammlung. Das Pinetum – eine Wortschöpfung zusammengesetzt aus Pinus, Arboretum und Alpinum – präsentiert mit rund 350 Nadelgehölzen einen kleinen Ausschnitt der Koniferensammlung des Baumschulers und Pflanzenzüchters Johann-Dietrich zu Jeddeloh. Als begeisterter Dendrologe bereiste er die ganze Welt und brachte von allen Kontinenten viele Raritäten mit. Von 1948 an bis zu seinem Tod im Jahr 1999 selektierte Johann-Dietrich zu Jeddeloh besondere Wuchsformen von Nadelgehölzen. Er widmete sich insbesondere Zwerggehölzen, die nur wenige Zentimeter im Jahr wachsen und daher auch ohne regelmäßigen Schnitt in Form bleiben. Bei der Anlage des Pinetum wurde darauf geachtet, dass die einzelnen Pflanzengattungen dicht beieinander stehen, um Vergleiche zu ermöglichen.

### Japanischer Garten

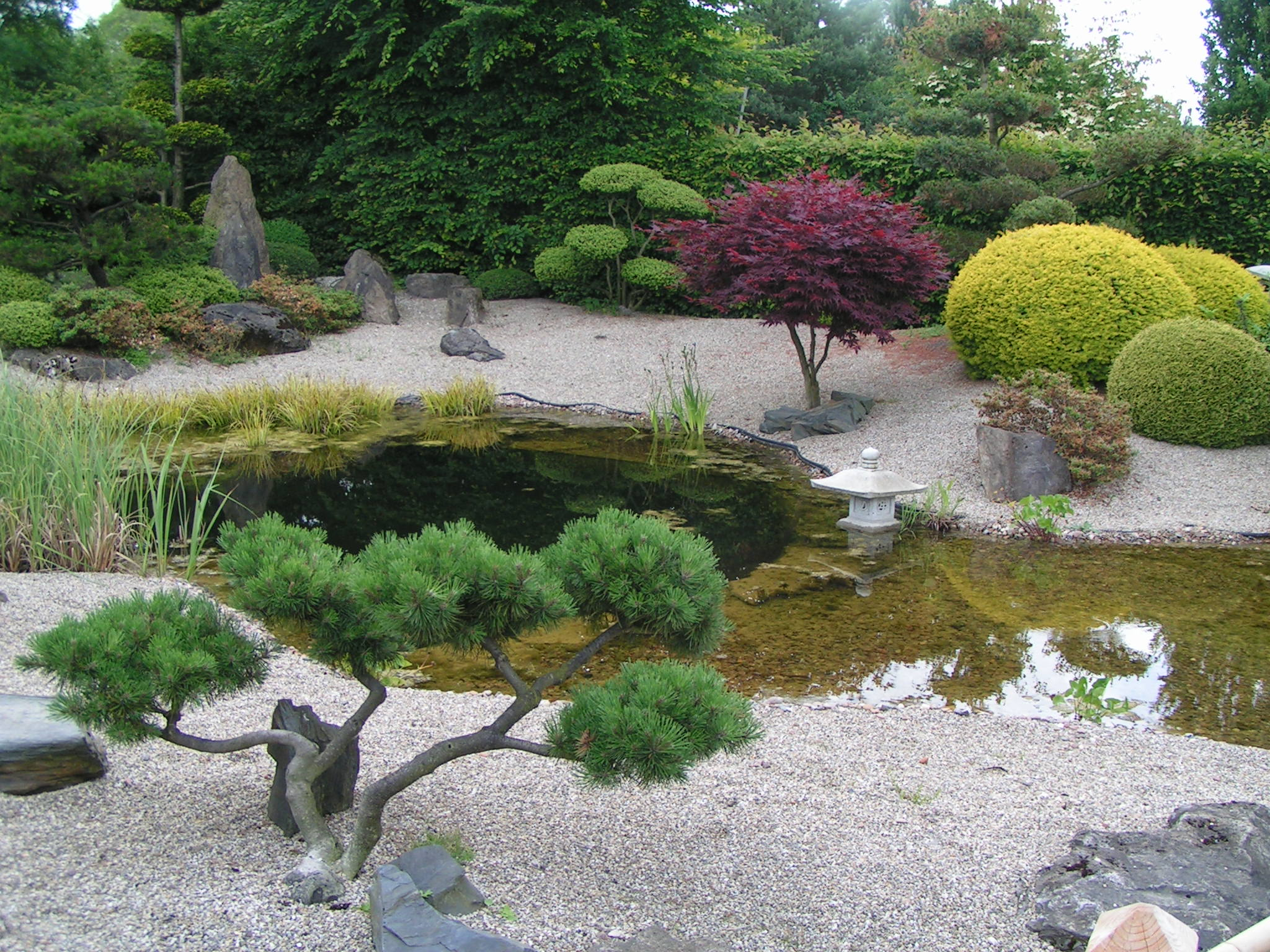
Japanischer Garten

Eine modellierte Berglandschaft mit Wasserlauf und Kiesbett bildet das Zentrum des Japanischen Gartens. Die geschnittenen Kiefern, genannt Big-Bonsais, sind über fünfzig Jahre alt und werden seit zwanzig Jahren bearbeitet und geschnitten. Ebenfalls sind ein Bambushain und alte Rhododendren zu finden.

### Rosengarten
Im Rosengarten wachsen über 2500 Rosen in 50 Sorten auf einer Fläche von 900 Quadratmetern. Bei der Sortenwahl wurde bewusst auf robuste und dem Klima angepasste Sorten geachtet, dadurch wird ein Einsatz von Pflanzenschutzmitteln vermieden. Der Platz in der Mitte des symmetrisch angelegten Gartens ist mit einer Holzpyramide überdacht, die mit Kletterrosen, Clematis und Hopfen überwachsen ist.

## Besucher
Im Jahr 2024 wurde der Park von 187.100 (2023= 185.000 / 2022= 181.500 / 2021 = 173.100 / 2020 = 160.500 / 2019 = 152.200) zahlenden Gästen besucht. Hinzu kommen rund 32.000 Kinder und Jugendliche, die grundsätzlich ohne Eintritt zahlen zu müssen, den Park besucht haben, zzgl. ca. 24.800 Besucher von abendlichen Kulturveranstaltungen.
Der Park ist jährlich von Mitte April bis Anfang Oktober geöffnet. Außerdem gibt es außerhalb der Saison Sonderöffnungen, beispielsweise zur Besichtigung von Winterblühern. Im Spätsommer werden die Öffnungszeiten im Rahmen der Aktion „Illumination – Lichtzauber im Park“ verlängert.

### Schule im Grünen
Im Park der Gärten findet regelmäßig in der warmen Jahreszeit die „Schule im Grünen“ statt. Im Verlauf einer Saison nutzten insgesamt 150 bis 200 Schulklassen und Kindergartengruppen die Schule im Grünen.

### Kulturelle Veranstaltungen
Auf der Bühne mit überdachtem Besucherbereich finden alljährlich von Mai bis September auch kulturelle Events, wie Konzerte, Lesungen oder Comedy-Veranstaltungen statt. Die Besucher dieser Veranstaltungen sind nicht in der offiziellen Statistik erfasst.